# Dios Padre

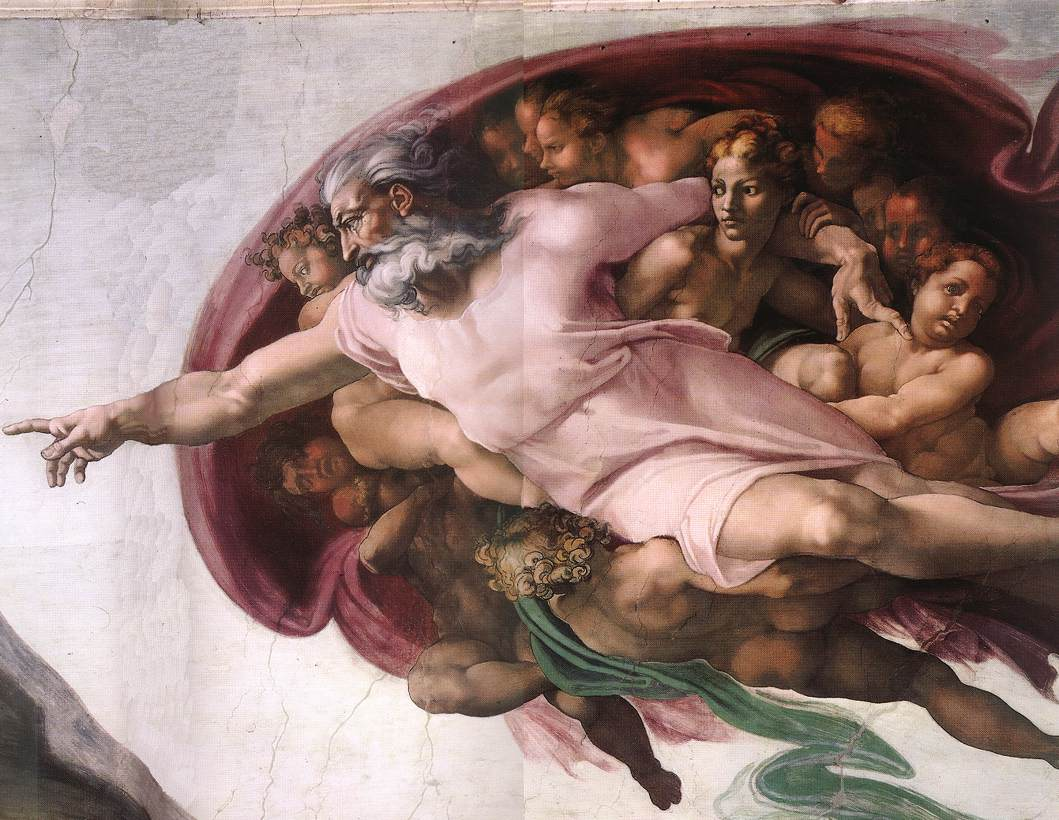
Dios Padre representado en La creación de Adán (1511) por Miguel Ángel.

Dios Padre es, para la mayoría de las confesiones cristianas, la primera de las tres personas de la Santísima Trinidad. Es seguido de la segunda persona, Dios Hijo Jesucristo, y la tercera persona, Dios Espíritu Santo.
En la doctrina católica, todo está dentro de Él y nada está fuera de Él. En el principio existía el Verbo, y el Verbo estaba frente a Dios, y el Verbo era Dios. Él estaba presente ante Dios desde el principio. Por medio de Él, todo fue creado, y nada llegó a existir sin Él.
Dios Padre es el creador del mundo según la Biblia, y revela su paternidad cuando envía a Moisés a pedir la liberación del pueblo de Israel de la esclavitud de Egipto: Así habla el Señor: Israel es mi hijo primogénito. Yo te mando que dejes a mi hijo ir.
En la Biblia se le nombra de diversas maneras, destacándose la ternura con que Jesús le llama Abbá (‘papá’). Este amor y ternura son recíprocos, tal como puede leerse en el libro de los Salmos: Como un padre siente ternura por sus hijos, siente el Señor ternura por sus fieles.
Sin embargo, en el cristianismo el concepto de Dios como padre de Jesucristo va metafísicamente más allá que el concepto de Dios como creador y padre de todos los hombres, como se indica en el Credo de los Apóstoles donde la expresión de la creencia en el Padre todopoderoso, creador del cielo y de la tierra va seguida inmediatamente, pero por separado de en Jesucristo, su Hijo único, Señor nuestro, expresando así ambos sentidos de la paternidad.

## Cristianismo

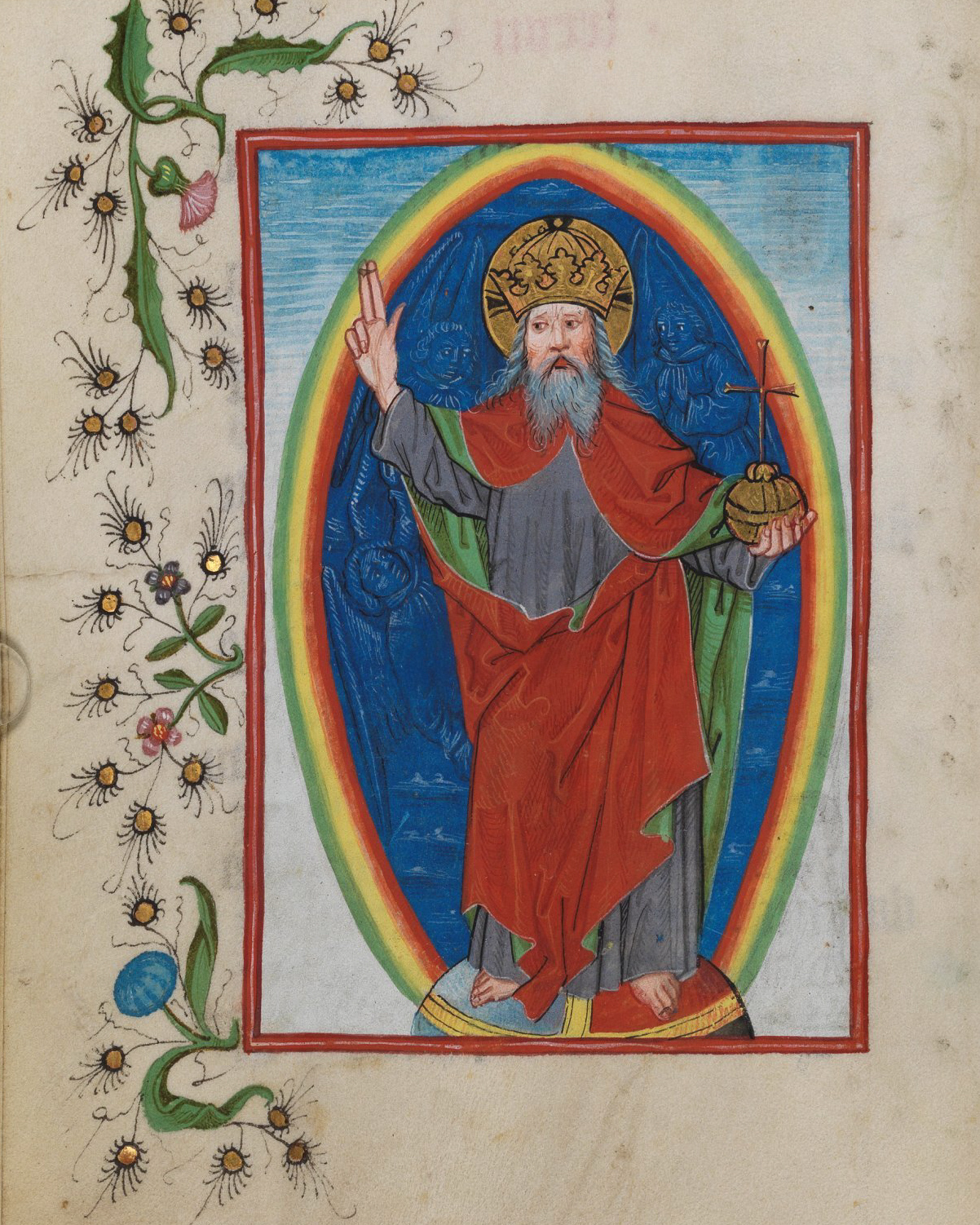
Un dibujo figurativo de Dios, en los antiguos libros de oración alemanes (Waldburg-Gebetbuch), hacia 1486

### Descripción general
En gran parte del cristianismo moderno, se dirige a Dios como el Padre, en parte debido a su interés activo en los asuntos humanos en la tierra, de la manera en que un padre se interesaría por sus hijos que dependen de él y como padre, responderá a la humanidad, sus hijos, actuando en su mejor interés.  Muchos creen que pueden comunicarse con Dios y acercarse a él a través de la  oración - un elemento clave para lograr la comunión con Dios. 
En general, el título Padre (con mayúscula) significa el papel de Dios como dador de vida, autoridad y poderoso protector, a menudo visto como inmenso, omnipotente, omnisciente, omnipresente con infinito poder y caridad que va más allá de la comprensión humana.  Por ejemplo, tras completar su monumental obra Summa Theologica, el católico santo Tomás de Aquino llegó a la conclusión de que aún no había empezado a comprender a Dios Padre.
Aunque el término "Padre" implica características masculinas, Dios se define generalmente como teniendo la forma de un espíritu sin ningún género biológico humano, por ejemplo, el Catecismo de la Iglesia Católica n.º 239 afirma específicamente que "Dios no es hombre ni mujer: es Dios". Aunque nunca se habla directamente de Dios como "Madre", a veces pueden interpretarse atributos maternales en referencias del Antiguo Testamento como un himno de alabanza 
Isaías 42:14, Isaías 49:14-15 o Isaías 66:12-13.

### Antiguo Testamento

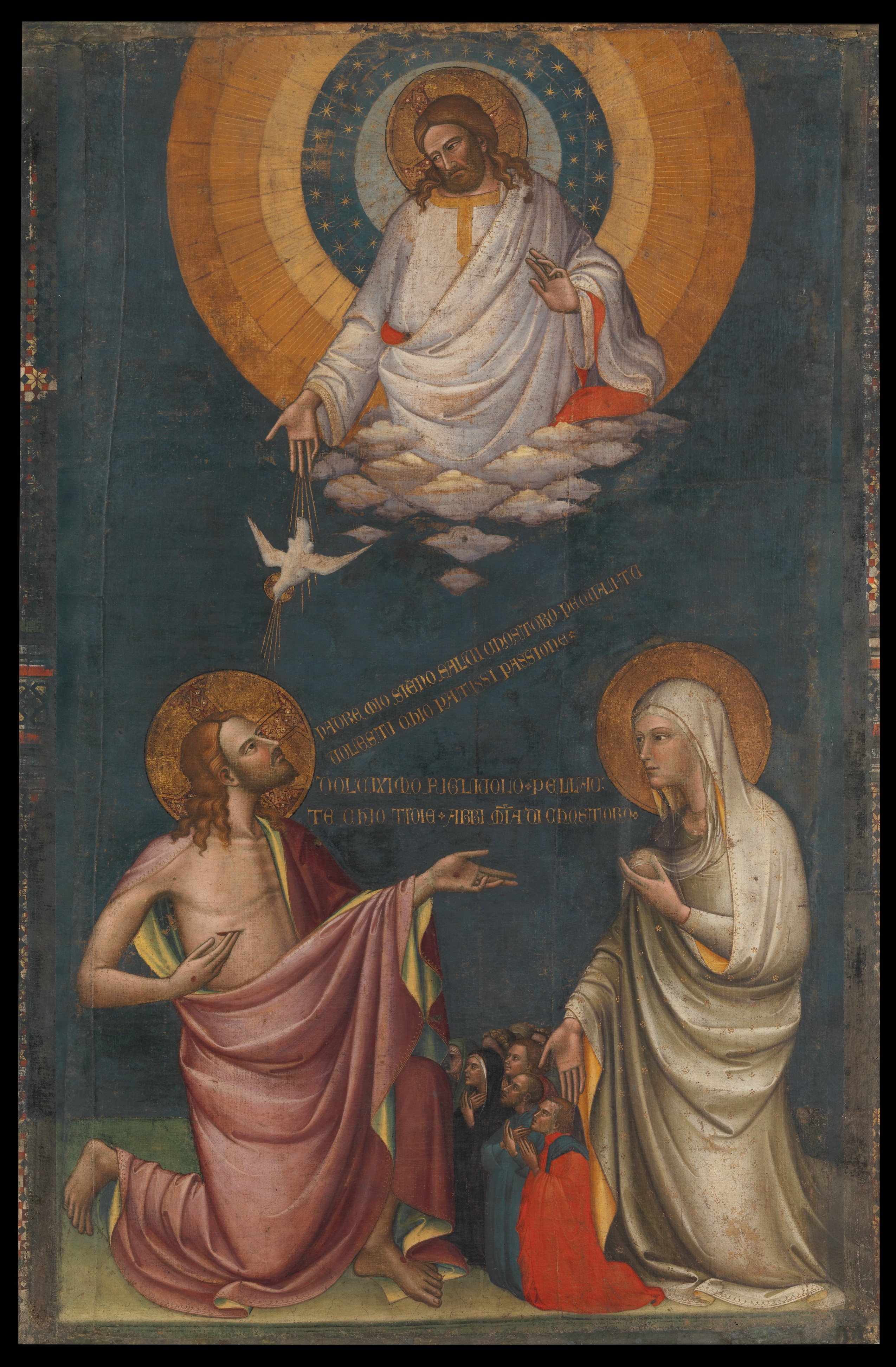
La intercesión de Cristo y la Virgen por Lorenzo Monaco. En la parte superior de la pintura se observa la figura antropomórfica de Dios Padre.

A su pueblo, Israel, Dios se reveló y le dio a conocer su nombre, que expresa la esencia, la identidad de la persona. Dios tiene un nombre, no es una fuerza anónima y comunicar el nombre es darse a conocer, es darse a conocer a otros. Dios se reveló progresivamente a su pueblo y bajo distintos nombres si bien la revelación del Nombre Divino hecha a Moisés en los inicios del  Éxodo demostró ser la revelación fundamental para el Antiguo Testamento como para el Nuevo Testamento. Moisés le dijo a Dios: Si voy a los hijos de Israel y les digo: 'El Dios de vuestros padres me ha enviado a vosotros'; cuando me pregunten: '¿Cual es su nombre?', ¿qué les responderé?. Dijo Dios a Moisés: Yo soy el que soy.  Y añadió:  Así dirás a los hijos de Israel: «Yo soy» me ha enviado a vosotros ... 
Según Marianne Thompson, en el Antiguo Testamento, Dios es llamado 'Padre' con un sentido único de familiaridad. Además del sentido en el que Dios es 'Padre' de todos los hombres porque creó el mundo (y en ese sentido 'engendró' el mundo), el mismo Dios es también singularmente el dador de la ley a su pueblo elegido. Mantiene una relación especial, de Alianza padre-hijo con el pueblo, dándoles el Shabat, la administración de su profecías, y una herencia única en las cosas de Dios, llamando a Israel 'mi hijo' porque liberó a los descendientes de Jacob de la esclavitud en Egipto  según sus pactos y juramentos a sus padres, Abraham, Isaac y Jacob. En la Biblia hebrea, Isaías 63:16 (JP) dice: "Porque Tú eres nuestro padre, pues Abraham no nos conoció, ni Israel nos reconoció; Tú, oh [YHWH], eres nuestro padre; nuestro redentor de antaño es tu nombre". A Dios, según el judaísmo, se le atribuye el papel paternal de protector. Se le titula Padre de los pobres, de los huérfanos y de las viudas, su garante de justicia. También se le titula Padre del rey, como maestro y ayudante sobre el juez de Israel.

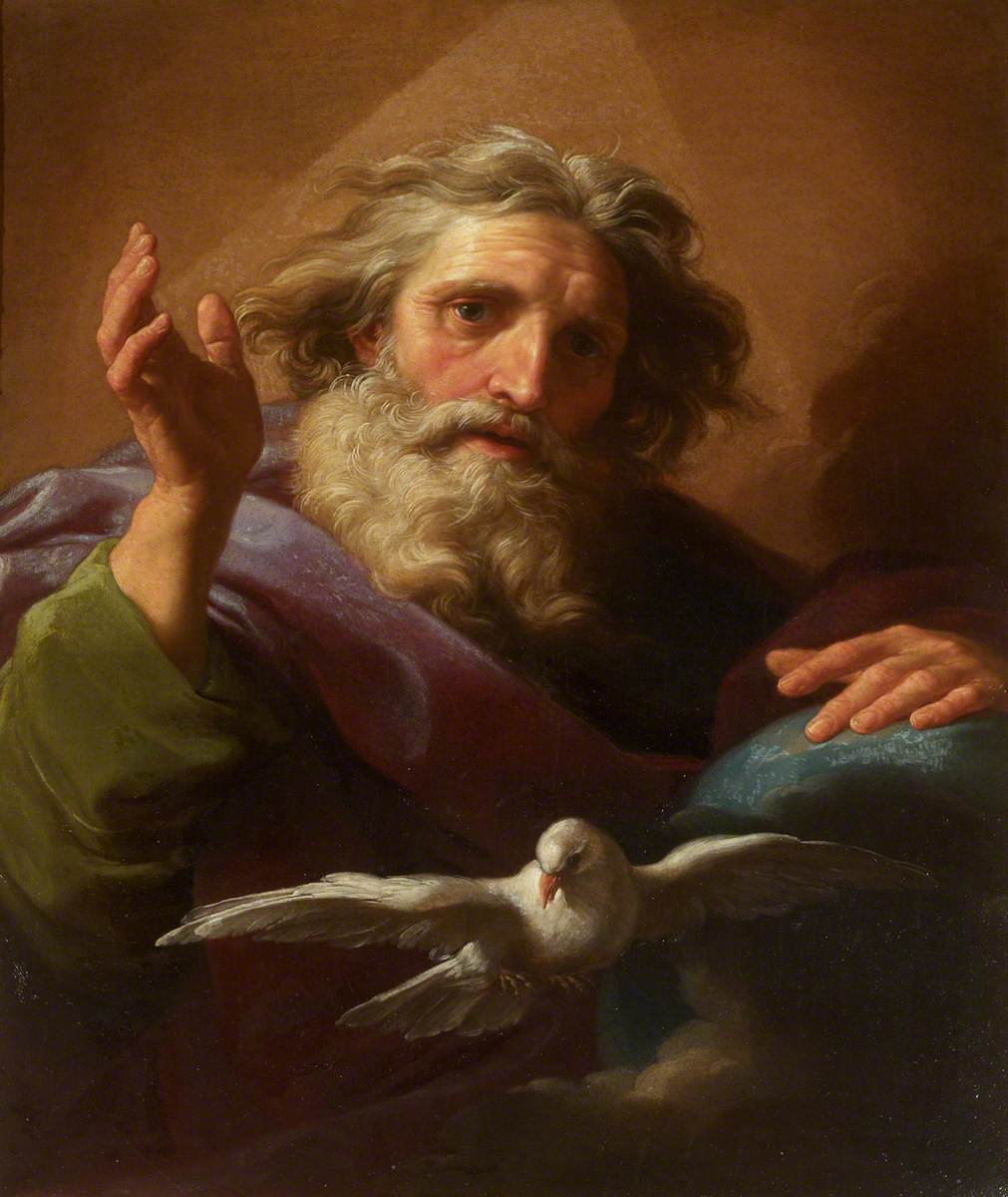
Dios Padre y el Espíritu Santo (1740-1743) por Pompeo Batoni.

### Nuevo Testamento
Hay un profundo sentido en el que los cristianos creen que son hechos partícipes de la relación eterna del Padre y el Hijo, a través de Jesucristo. Los cristianos se llaman a sí mismos hijos adoptivos de Dios:

Pero cuando llegó la plenitud de los tiempos, Dios envió a su Hijo, nacido de mujer, nacido bajo la ley, para redimir a los que estaban bajo la ley, a fin de que recibiéramos la adopción como hijos. Y porque sois hijos, Dios ha enviado a nuestros corazones el Espíritu de su Hijo, que clama: "¡Abba! Padre!". Así que ya no eres esclavo, sino hijo, y si hijo, también heredero por medio de Dios.
 Gálatas 4:4-7

En el cristianismo, el concepto de Dios como Padre de Jesús es distinto del concepto de Dios como creador y Padre de todas las personas, como se indica en el Credo de los Apóstoles. La profesión en el credo comienza expresando la creencia en el "Padre todopoderoso, creador del cielo y de la tierra" e inmediatamente después, pero por separado, en "Jesucristo, su único Hijo, nuestro Señor", expresando así ambos sentidos de la paternidad dentro del credo.

### Historia
Desde el siglo II, los credos de la Iglesia occidental han incluido la afirmación de la creencia en "Dios Padre (Todopoderoso)", siendo la referencia primaria a "Dios en su calidad de Padre y creador del universo". Esto no excluía ni el hecho de que el "padre eterno del universo fuera también el Padre de Jesús el Cristo" ni que incluso se hubiera "dignado adoptar [al creyente] como hijo suyo por gracia".

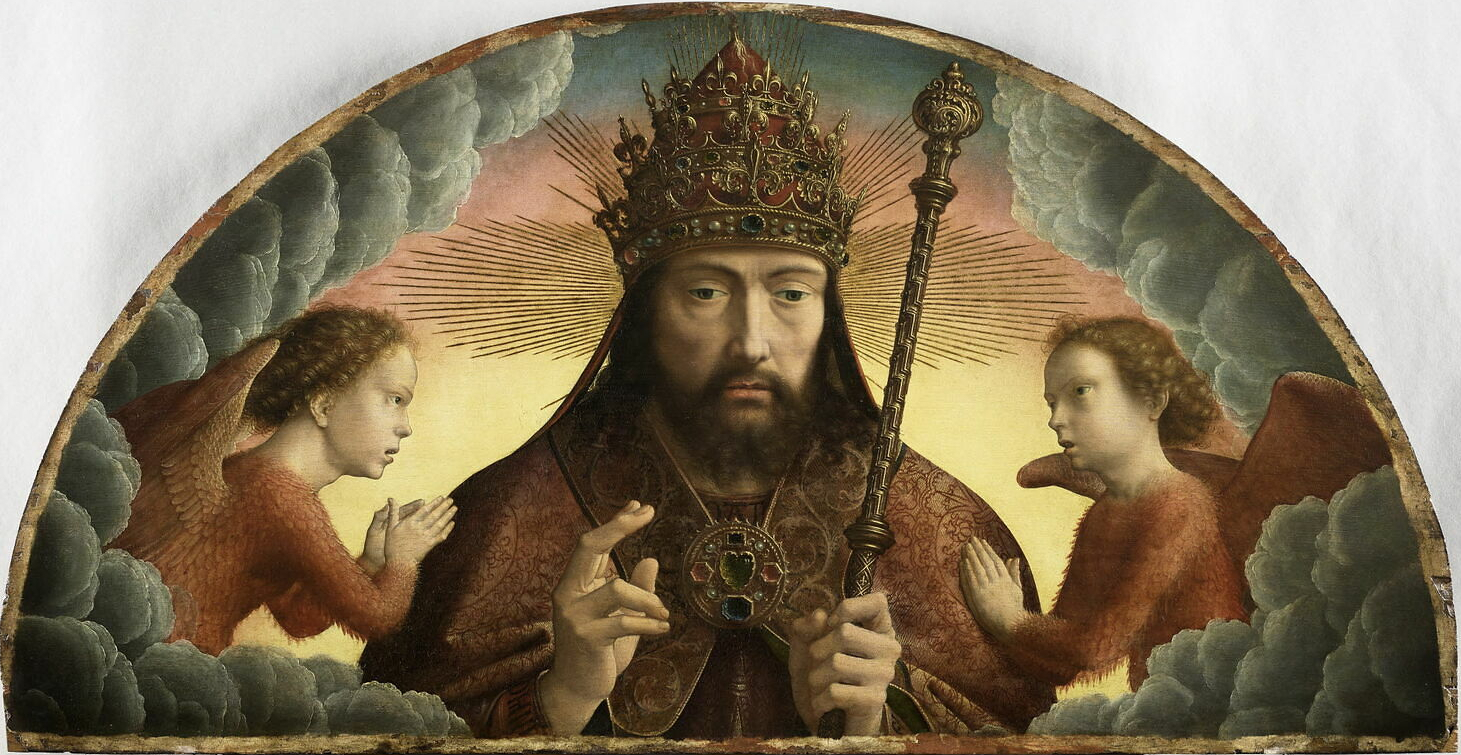
Dios Padre Bendiciendo (1506) por Gerard David.

Los credos de la Iglesia oriental (que se sabe que son posteriores) comenzaban con una afirmación de fe en "un Dios" y casi siempre la ampliaban añadiendo "el Padre Todopoderoso, Creador de todas las cosas visibles e invisibles" o palabras en ese sentido.
A finales del siglo I, Clemente de Roma se había referido repetidamente al Padre, al Hijo y al Espíritu Santo, y había vinculado al Padre con la creación, 1 Clemente 19.2 afirmando: "miremos fijamente al Padre y Creador del universo". Hacia el año 213 d. C. en Adversus Praxeas (capítulo 3). Se cree que Tertuliano proporcionó una representación formal del concepto de la Trinidad, es decir, que Dios existe como una "sustancia" pero tres "Personas": El Padre, el Hijo y el Espíritu Santo, y siendo Dios Padre la Cabeza. Tertuliano también discutió cómo el Espíritu Santo procede del Padre y del Hijo. Mientras que la expresión "del Padre a través del Hijo" también se encuentra entre ellos. 
El Credo Niceno, que data del año 325, afirma que el Hijo (Jesucristo) es "nacido del Padre antes de todos los siglos", indicando que su relación divina Padre-Hijo no se considera ligada a un acontecimiento en el tiempo o en la historia humana.

### Cristianismo trinitario

Representación de la Trinidad formada por Dios Padre junto con Dios Hijo (Jesús) y Dios Espíritu Santo.

A los Trinitarios cristianos (que incluyen Iglesia católica, Iglesia ortodoxa, Ortodoxos orientales, Anglicanos, y la mayoría pero no todas las denominaciones protestantes), Dios Padre no es un Dios separado de Dios Hijo (de quien Jesús es la encarnación) y del Espíritu Santo, las otras hipóstasis de la Deidad cristiana.  En la teología ortodoxa oriental, Dios Padre es el arche o principium ("principio"), la "fuente" u "origen" tanto del Hijo como del Espíritu Santo, y se considera la fuente eterna de la Divinidad.  El Padre es el que eternamente engendra al Hijo, y el Padre a través del Hijo eternamente insufla el Espíritu Santo.
Como miembro de la Trinidad, Dios Padre es uno con, co-igual a, co-eterno, y consubstancial con el Hijo y el Espíritu Santo, siendo cada Persona el único Dios eterno y de ninguna manera separado: todos por igual son increados y omnipotentes.  Debido a esto, la Trinidad está más allá de la razón y sólo puede ser conocida por revelación.
El concepto trinitario de Dios Padre no es panteísta en el sentido de que no se le considera idéntico al universo o una vaga noción que persiste en él, sino que existe plenamente fuera de la creación, como su creador.  Se le considera un Dios amoroso y bondadoso, un Padre Celestial que actúa tanto en el mundo como en la vida de las personas. Él creó todas las cosas visibles e invisibles en amor y sabiduría, y creó al hombre por su propio bien.
El surgimiento de la teología trinitaria de Dios Padre en el cristianismo primitivo se basó en dos ideas clave: primero la identidad compartida del Yahvé del Antiguo Testamento y el Dios de Jesús en el Nuevo Testamento, y luego la autodistinción y, sin embargo, la unidad entre Jesús y su Padre. Un ejemplo de la unidad del Hijo y el Padre es Mateo 11:27: "Nadie conoce al Hijo sino el Padre y nadie conoce al Padre sino el Hijo", afirmando el conocimiento mutuo de Padre e Hijo.
El concepto de paternidad de Dios sí aparece en el Antiguo Testamento, pero no es un tema principal.Aunque la visión de Dios como Padre se utiliza en el Antiguo Testamento, sólo se convirtió en un foco de atención en el Nuevo Testamento, ya que Jesús se refirió a él con frecuencia.Esto se manifiesta en la oración del Señor que combina las necesidades terrenales del pan de cada día con el concepto recíproco del perdón. Y el énfasis de Jesús en su relación especial con el Padre subraya la importancia de las naturalezas distintas pero unificadas de Jesús y el Padre, construyendo la unidad del Padre y el Hijo en la Trinidad.
La visión paternal de Dios como Padre se extiende más allá de Jesús a sus discípulos, y a toda la Iglesia, como se refleja en las peticiones que Jesús presentó al Padre por sus seguidores al final del Discurso de Despedida, la noche antes de su crucifixión.  Ejemplos de esto en el Discurso de despedida son John 14:20 cuando Jesús se dirige a los discípulos: "Yo estoy en mi Padre, y ustedes en mí, y yo en ustedes" y en John 17:22 cuando ora al Padre: "Les he dado la gloria que tú me diste, para que sean uno como nosotros somos uno."

### Cristianismo no trinitario

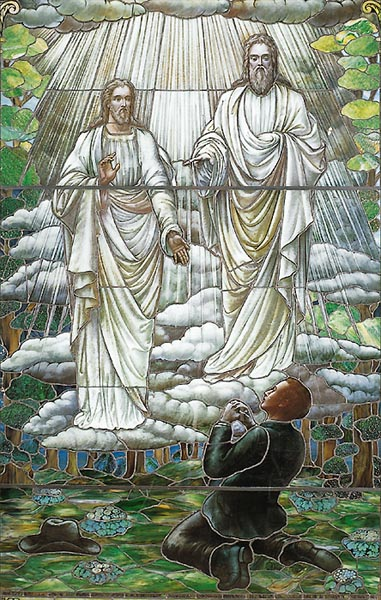
Representación de la Iglesia de Jesucristo de los Santos de los Últimos Días de Dios Padre y el Hijo Jesús

Una serie de grupos y comunidades cristianaAntitrinitarismos rechazan la doctrina de una Trinidad co-igual, y en general enseñan que Dios Padre es supremo, pero los grupos cristianos no trinitarios difieren un poco entre sí en sus puntos de vista con respecto a Dios Padre y Cristo Hijo.
En el mormonismo, incluyendo su mayor denominación la Iglesia de Jesucristo de los Santos de los Últimos Días (Iglesia SUD), la concepción más prominente de "la Divinidad" es como un consejo divino de tres seres distintos: el Padre (que también se conoce como Elohim), el Hijo Jesús (que se identifica con Jehová del Antiguo Testamento), y el Espíritu Santo. Se considera que el Padre y el Hijo tienen cuerpos físicos perfeccionados, mientras que el Espíritu Santo tiene un cuerpo de espíritu. Los miembros de la Iglesia SUD creen que Dios Padre preside tanto al Hijo como al Espíritu Santo, donde Dios Padre es mayor que ambos, pero son uno en el sentido de que tienen una unidad de propósito. La mayoría de las denominaciones del movimiento Santos de los Últimos Días también creen que Dios (a menudo referido como Padre Celestial) tiene al menos una esposa referida como Madre Celestial, y juntos son llamados Padres Celestiales. 

## Representación de la imagen de Dios Padre

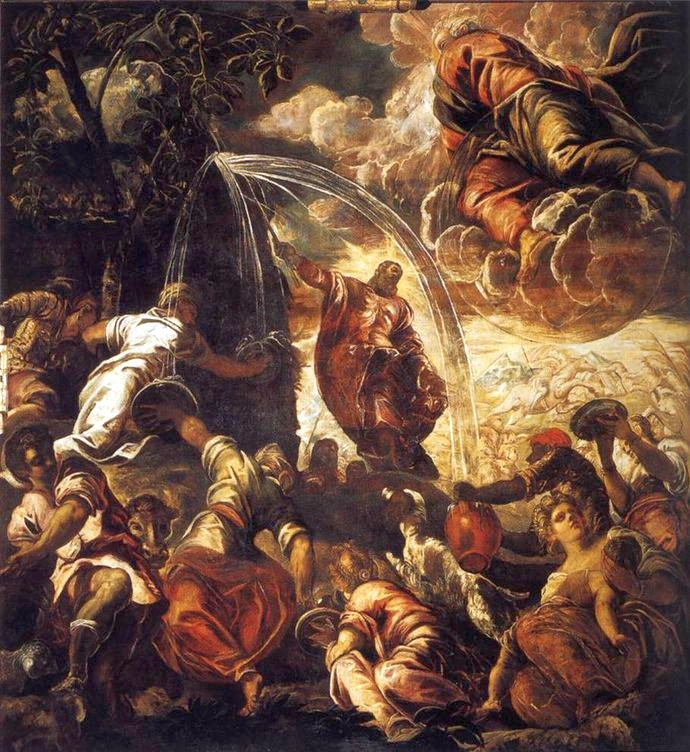
Moisés hace manar agua de la roca. Nótese en esta pintura la imagen de humano gigantesco que Tintoretto le asigna al Dios Padre.

Muchas veces se han generado controversias respecto a la aproximada representación material y física de Dios Padre, ni el judaísmo ni el islamismo admiten dicho tipo de representaciones que son consideradas idolatría.
Con el catolicismo reaparece la representación de la figura humana a imagen y semejanza de Dios Padre y de su Hijo único Jesucristo. El cristianismo en primer lugar, y el arte del mundo moderno después, fueron los lugares donde se  mezcló la imagen sensible de una forma y la presencia de Dios.
Por eso los artistas católicos representan la imagen de Dios Padre como la de un hombre de barbas y cabellos blancos, vestido a menudo con una enorme túnica blanca, como así también se dimensiona el tamaño de su figura, suponiendo que se trata de una figura antropomórfica gigantesca, dueño y señor del cielo, de la tierra y de todo lo visible e invisible. 
"Juan 1:1-3 en el principio era el verbo era con Dios, y el verbo era Dios todas las cosas fueron hechas y sin el nada de lo que sido hecho fue hecho"
Con la Reforma, el protestantismo también prohíbe la imagen de Dios Padre que se venera a través de las representaciones artísticas.
Juan Calvino prohibía la mera representación de una imagen que representara a Dios. Para Lutero, en cambio, el verdadero cristiano puede elegir libremente si venera o no venera imágenes.
En el Nuevo Testamento, el concepto cristiano de Dios Padre puede verse como una continuación del concepto judío, pero con adiciones y cambios específicos, que con el tiempo hicieron que el concepto cristiano se diferenciara aún más al comienzo de la Edad Media.  La conformidad con los conceptos del Antiguo Testamento se muestra en Mateo 4:10 y Lucas 4:8 donde en respuesta a la tentación Jesús cita Deuteronomio 6:13 y afirma: "Escrito está: Al Señor tu Dios adorarás, y a él sólo servirás"  1 Corintios 8:6 muestra la enseñanza cristiana distinta sobre la agencia de Cristo al declarar primero: "hay un solo Dios, el Padre, de quien son todas las cosas, y nosotros para él" e inmediatamente continuando con "y un solo Señor, Jesucristo, por quien son todas las cosas, y nosotros por él." Este pasaje reconoce claramente las enseñanzas judías sobre la unicidad de Dios, sin embargo, también establece el papel de Jesús como un agente en la creación.  Con el tiempo, la doctrina cristiana comenzó a divergir plenamente del judaísmo a través de las enseñanzas de los Padres de la Iglesia en el siglo II y en el siglo IV se formalizó la creencia en la Trinidad. 
Según Mary Rose D'Angelo y James Barr, el término arameo Abbá' no era en los primeros tiempos del Nuevo Testamento un término de cariño, ni una palabra formal; sino la palabra utilizada normalmente por hijos e hijas, a lo largo de su vida, en el contexto familiar. 

## Revelaciones privadas
En 1932, la Madre Eugenia Ravasio, Superiora General de la Congregación de las Hermanas Misioneras de Nuestra Señora de los Apóstoles, afirmó haber recibido revelaciones de Dios Padre. Su legado más importante fue el mensaje que supuestamente recibió de Dios Padre, la única revelación privada que habría sido hecha por Dios Padre y que ha sido reconocida como auténtica por el vicario general de la Ciudad del Vaticano después de diez años de análisis e investigación.